# ایمانول گارسیاندیا
ایمانول گارسیاندیا (اسپانیایی: Imanol Garciandia‎؛ زادهٔ ۳۰ آوریل ۱۹۹۵) بازیکن هندبال اهل اسپانیا است.